# ムラーダーバード
ムラーダーバード（ウルドゥー語：مراداباد mrạdạbạd、ヒンディー語：मुरादाबाद murādābād、英語：Muradabad/Moradabad）は、インドのウッタル・プラデーシュ州の都市であり、自治都市（Municipal corporation）である。ムラーダーバード県の県都である。

## 歴史

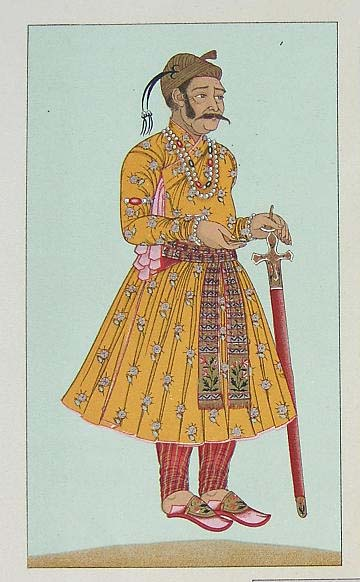
ムラード・バフシュ

1632年、ムガル帝国のサンバール知事ルスタム・ハーンはこの地に自身の名を冠したルスタムナガルを建設した。
のち、ムラード・バフシュ皇子（ムガル帝国皇帝シャー・ジャハーンの息子であり、アウラングゼーブの弟）の名にちなんで、ムラーダーバードに改名された。

## 地理
インドの首都であるニューデリーからほぼ東に約167km の位置し、ガンジス川の支流であるラームガンガー川の河岸に位置する。黄銅を使った手工芸品の大きな輸出により有名である。